# Eva Fastag
Eva Fastag (Warschau, 3 april 1917 - 12 augustus 2021) was een in Polen geboren Belgische Holocaustoverlevende en verzetsstrijder tijdens de Tweede Wereldoorlog.

## Levensloop
Eva Fastag werd geboren op 3 april 1917 in Warschau. Ze was de dochter van horlogemaker Jacob Fastag en Justine Raabe en ze groeide op in een Joods gezin met drie broers, David, Gerson en Isaak Abraham, en een zus genaamd Sarah. Na afloop van de Eerste Wereldoorlog was er in Polen veel antisemitisme. Toen Fastags moeder zwanger van haar was, werd haar vader naar Duitsland afgevoerd voor dwangarbeid.
In 1919 vluchtte ze samen met haar familie te voet naar België in de hoop door te kunnen reizen naar de Verenigde Staten. Doordat zij geen visum kregen, was emigratie naar de Verenigde Staten niet mogelijk en besloot de familie in Antwerpen te blijven. Ze bezocht een Nederlandstalige lagere school en een Franstalige middelbare school. Daarna studeerde ze aan de handelsschool in de Offerandestraat in Antwerpen en kreeg daar Engelse en Duitse les, en leerde ze typen.
Na de uitbraak van de Tweede Wereldoorlog in België vluchtte ze met haar familie naar Noord-Frankrijk. Na een bombardement daar werden ze door de Duitse bezetter terug naar België gestuurd. Fastag vond in Brussel een baan bij een verzekeringsmaatschappij die joodse mensen aannam. In deze periode raakte ze via haar buurvrouw betrokken bij het verzet. Fastag smokkelde illegale bladen van de communistische verzetsgroep Onafhankelijkheidsfront van Brussel naar haar woonplaats Antwerpen.

### Kazerne Dossin
Op 22 juli 1942 werd ze tijdens een razzia gearresteerd op het Centraal Station van Antwerpen. Na haar arrestatie werd ze overgebracht naar het Fort van Breendonk, waar ze vijf dagen verbleef. Hierna werd ze overgebracht naar de net geopende Kazerne Dossin in Mechelen. Door haar kennis van de Duitse taal en haar ervaring als typiste werd ze daar aangesteld als secretaresse. In deze hoedanigheid werd Fastag gedwongen deportatielijsten op te stellen voor personen die op transport gingen naar concentratiekamp Auschwitz.
Tijdens de razzia van 15 - 16 augustus 1942 werden haar ouders en broers opgepakt. Uiteindelijk moest ze ook hun namen aan de deportatielijst toevoegen. Fastag wist op dat moment niet wat hun bestemming zou zijn en dat dit de laatste keer was dat ze hen zou zien. In totaal werden ongeveer 25.000 mensen vanuit Kazerne Dossin naar concentratiekampen in het Oosten afgevoerd.
In het voorjaar van 1943 begon Fastag met het plegen van verzetsdaden in Kazerne Dossin. Ze vernietigde persoonlijke documenten en vervalste transportlijsten. Door verzetsmensen op dezelfde lijst te plaatsen, kregen zij de kans om de treinen te saboteren en te ontsnappen. Zelf zei ze hierover: 'Voor de mensen van het verzet was het erg belangrijk dat ze samen waren in dezelfde wagon. Want als er meer weerstanders in een wagon waren, konden ze elkander beter helpen om een gat te boren hetzij in de planken van de bodem, hetzij in de planken voor de vensters. Ze wisten van mekaar dat ze mij konden vertrouwen en ze kwamen dan naar mij om hun nummers te veranderen. Ik ben nooit gesnapt geworden. De SS’ers zagen wel dat ik lijsten opnieuw schreef. Ik was ordelijk, ik deed mijn werk goed. Ik ben me nooit bewust geweest hoe gevaarlijk het was.' Daarnaast hielp ze bij het naar binnen smokkelen van vervalste documenten die moesten bewijzen dat mensen slechts deels Joods waren. Dit zou hen (tijdelijk) behoeden voor deportatie.
In juni 1944 werd ze vrijgelaten uit Kazerne Dossin in het kader van een uitwisseling van Joodse en Duitse gevangenen in Palestina.

### Naoorlogse jaren
Na de Tweede Wereldoorlog trouwde ze met Arnold Dobruzskes, die tevens in Kazerne Dossin had gezeten en daar als elektricien had gewerkt. Voor Dobruzskes was het zijn tweede huwelijk; zijn eerste vrouw stierf door een bombardement tijdens een vluchtpoging naar Engeland in 1940. Het stel kreeg samen een dochter. 
Het gezin verhuisde naar Straatsburg, waar Fastags zus Sarah woonde. Sarah was vlak voor de arrestatie van Fastag naar Zwitserland gevlucht en had zo de oorlog overleefd. In haar latere jaren woonde Fastag in de kibboets Maagan Michael in Israël. Ze overleed in Israël op 12 augustus 2021. Ze werd 104 jaar oud.